# أندرياس بلاس
أندرياس بلاس (بالإنجليزية: Andreas Blass)‏ هو رياضياتي أمريكي، ولد في 27 أكتوبر 1947 في نورنبرغ في ألمانيا.